# Gjemselund stadion
Gjemselund stadion är en fotbollsarena i Kongsvinger i Norge och hemmaplan för Kongsvinger IL Toppfotball, som spelar i Norges näst högsta fotbollsserie(2016), Obosligaen (divisjon 1). Arenan kan bara användas för fotboll sedan den belades med konstgräs 2009. Tidigare kunde den även användas för friidrott. Publikrekordet, 6 790 åskådare, är från den 26 juni 1983 , men kapaciteten har därefter minskat både på grund av regeländringar och ombyggnader och är idag 5 202 .
Kongsvinger kommun övertog Gjemselund den 1 oktober 1963. I kommunal ägo byggdes ståplatsläktaren 1982 och huvudläktaren med sittplatser 1986-1987. En ny gräsmatta anlades 1990.
2008 startade kommunen i samarbete med Kongsvinger IL bolaget Kongsvinger Sportsanlegg AS, som övertog ansvaret för driften och utbyggningarna av kommunens idrottsanläggninger inklusive Gjemselund stadion. Det hölls även en arkitekttävling för hela Gjemserudsområdet, där en ny sportanläggning ingick. Den 5 april 2009 öppnade den nya konstgräsbanan officiellt med en utsåld seriestart mot lokalkonkurrenten Hamarkameratene. Samma år fick arenan även nya strålkastarmaster. När uppflyttningen till Tippeligaen senare blev klar, delades ståplatsläktaren i två och flyttades till bakom vardera målet. En ny sittplatsläktare byggdes samtidigt.